# Jean Hervé
Jean Louis Émile Hervé (Parigi, 30 marzo 1884 – Parigi, 27 novembre 1966) è stato un rugbista a 15 e attore francese.

## Biografia
Partecipò alle Olimpiadi di Parigi del 1900 conquistando una medaglia d'oro nel rugby a 15 con la Union des Sociétés Français de Sports Athletiques, squadra rappresentante la Francia.
Nella sua carriera rugbista giocò per lo Stade Français.

## Palmarès
- Oro olimpico: 1

1900

## Filmografia
- La Closerie des genêts - regia di Adrien Caillard (1913)
- La Jeunesse de Rocambole - regia di Georges Denola (1914)
- Fumée noire - regia di René Coiffard e Louis Delluc (1920)
- La Vivante épingle - regia di Jacques Robert (1922)
- Il fu Mattia Pascal - regia di Marcel L'Herbier (1926)
- Le Destin fabuleux de Désirée Clary - regia di Sacha Guitry (1941)
- Adhémar ou le Jouet de la fatalité - regia di Fernandel (1951)